# لوئیس دولان
 لوئیس دولان (انگلیسی: Louise Dolan) یک فیزیک‌دان اهل ایالات متحده آمریکا است.